# Rap God
Rap God is een single van de Amerikaanse rapper Eminem, afkomstig van zijn achtste studioalbum The Marshall Mathers LP 2. Het nummer werd uitgebracht op 15 oktober 2013, als derde single van het album. De teksten bevatten verwijzingen naar eerdere conflicten in de carrière van Eminem, alsook het gedrag van andere rappers. Het lied kreeg positieve recensies; critici prezen Eminem's lyrische vermogen en rapsnelheid. 

## Compositie
Het nummer zit vol met referenties naar andere rappers, televisieshows, gebeurtenissen en andere nummers. Een selectie van de referenties:

- Bloedbad op Columbine High School[5]
- Affaire-Lewinsky[6]
- Een conflict tussen Fabolous en Ray J
- Heavy D & the Boyz[7]
- Planking,[8]
- The Walking Dead[9]
- "Supersonic", een nummer van J. J. Fad uit 1988
- Rappers en artiesten, waaronder Tupac Shakur, Waka Flocka Flame, Pharaohe Monch, Rakim, N.W.A, Busta Rhymes, Run-D.M.C., Eazy-E, Dr. Dre, DJ Yella, Ice Cube, MC Ren, Lakim Shabazz[10]

### Snelheid
In het couplet dat begint op 4:26, rapt Eminem 97 woorden in 15 seconden — een gemiddelde van 6,5 woorden per seconde — iets wat hij zelf omschrijft als "supersonic speed":

Uh, sama lamaa duma lamaa you assuming I'm a human 

What I gotta do to get it through to you I'm superhuman

Innovative and I'm made of rubber 

So that anything you say is ricocheting off of me and it'll glue to you 

I'm devastating, more than ever demonstrating 

How to give a motherfuckin' audience a feeling like it's levitating 

Never fading, and I know the haters are forever waiting 

For the day that they can say I fell off, they'd be celebrating 

Cause I know the way to get 'em motivated 

I make elevating music...
— Eminem in "Rap God"

## Hitnotering

### NederlandseSingle Top 100
| Hitnotering: (Week 1) 19-10-2013 Hitnotering: (Week 2 t/m 3) 02-11-2013 t/m 09-11-2013 | Hitnotering: (Week 1) 19-10-2013 Hitnotering: (Week 2 t/m 3) 02-11-2013 t/m 09-11-2013 | Hitnotering: (Week 1) 19-10-2013 Hitnotering: (Week 2 t/m 3) 02-11-2013 t/m 09-11-2013 | Hitnotering: (Week 1) 19-10-2013 Hitnotering: (Week 2 t/m 3) 02-11-2013 t/m 09-11-2013 | Hitnotering: (Week 1) 19-10-2013 Hitnotering: (Week 2 t/m 3) 02-11-2013 t/m 09-11-2013 | Hitnotering: (Week 1) 19-10-2013 Hitnotering: (Week 2 t/m 3) 02-11-2013 t/m 09-11-2013 |
| Week:                                                                                  | 1                                                                                      |                                                                                        | 2                                                                                      | 3                                                                                      |                                                                                        |
| -------------------------------------------------------------------------------------- | -------------------------------------------------------------------------------------- | -------------------------------------------------------------------------------------- | -------------------------------------------------------------------------------------- | -------------------------------------------------------------------------------------- | -------------------------------------------------------------------------------------- |
| Positie:                                                                               | 99                                                                                     | uit                                                                                    | 93                                                                                     | 53                                                                                     | uit                                                                                    |